# Willy Ronis
Willy Ronis (Parijs, 14 augustus 1910 - aldaar, 12 september 2009) was een Frans fotograaf. Hij staat bekend om zijn zwart-wit foto's van het alledaagse leven.
Ronis werd geboren als zoon van joodse immigranten die aan het begin van de 20e eeuw de pogroms in Oost-Europa waren ontvlucht. Zijn vader kwam uit Odessa (stad) en zijn moeder was een pianiste uit Litouwen. Hij wilde eigenlijk componist worden, maar hij moest na zijn militaire dienstplicht in 1932 zijn zieke vader bijstaan in diens fotostudio aan de Boulevard Voltaire in Parijs. Toen zijn vader in 1936 overleed werd de fotostudio verkocht. Datzelfde jaar begon Ronis zijn carrière als fotograaf met sociale reportages en publiceerde hij zijn eerste foto.
Na de Tweede Wereldoorlog hield hij zich bezig met het in beeld brengen van het normale leven op straat in Parijs - veelal in de wijken Belleville en Ménilmontant - en in de Provence. Hij vormde samen met Henri Cartier-Bresson en Robert Doisneau de Franse school van het fotografisch humanisme. In 1946 was hij medeoprichter van het agentschap Rapho en werd hij lid van de fotografenvereniging Groupe des XV. In 1951 nam hij, samen met Brassaï, Doisneau en Izis, deel aan een groepstentoonstelling in het Museum of Modern Art (MoMA) in New York.
Ronis stopte in 2001 om gezondheidsredenen met fotograferen. In 2005 en 2006 liep er in Duitsland nog een rondreizende tentoonstelling over het werk van Ronis, onder de titel La Vie - En Passant. In 2006 werd zijn werk ook geëxposeerd in het stadhuis van Parijs.
Ronis overleed op 99-jarige leeftijd in het Hôpital Tenon in Parijs.

### Publicaties van Willy Ronis
- Belleville Ménilmontant, met Didier Daeninckx, Éditions Hoëbeke, Parijs, 1996, ISBN 9782-84230-081-4
- Sur le fil du hasard, 1981 Prix Nadar
- Mon Paris, Éditions Denoël, Parijs, 1985, ISBN 2-207-23166-6
- Sur le fil du hasard, Éditions Contrejour, Parijs, 1991
- A nous la vie!: 1936-1958, met Didier Daeninckx, Éditions Hoëbeke, Parijs, 1996
- Vivement Noël!, met Daniel Picouly, Éditions Hoëbeke, Parijs, 1997
- Toutes belles, met Régine Desforges, Éditions Hoëbeke, Parijs, 1999
- Willy Ronis, Actes Sud, Arles, 2005
- Derrière l'objectif : Photos et propos, Éditions Hoëbeke, Parijs, 2001
- Pour la liberté de la Presse, Reporters Sans Frontières, Parijs, 2001
- Paris, éternellement, met Daniel Karlin, Éditions Hoëbeke, Parijs, 2005
- Ce jour-là, Mercure de France, coll. Traits portraits, 2006
- La montagne, Éditions Terre Bleue, Parijs, 2006
- Paris-couleurs, met Michel Boujut , Éditions Le Temps qu'il fait, Cognac, 2006
- Les chats de Willy Ronis, Flammarion, Parijs, 2007
- Nues, met Philippe Sollers, Éditions Terre Bleue, Parijs, 2008
- Provence, Éditions Hoëbeke, Parijs, 2008